# (25207) 1998 SY145
A (25207) 1998 SY145 a Naprendszer kisbolygóövében található aszteroida. Eric Walter Elst fedezte fel 1998. szeptember 20-án.